# Rouvroy-en-Santerre
Rouvroy-en-Santerre település Franciaországban, Somme megyében. Lakosainak száma 209 fő (2022. január 1.). Rouvroy-en-Santerre Bouchoir, Folies, Fouquescourt, Méharicourt, Parvillers-le-Quesnoy és Warvillers községekkel határos.

## Népesség
A település népessége az elmúlt években az alábbi módon változott:
| Lakosok száma | 199  | 209  | 214  | 212  | 213  | 213  | 213  | 211  | 209  |
|               | 2013 | 2015 | 2016 | 2017 | 2018 | 2019 | 2020 | 2021 | 2022 |